# Sinhazinha
Sinhazinha é o título de um romance publicado em 1929 do escritor brasileiro Afrânio Peixoto, que retrata a vida nos sertões baianos de Caetité, palco, no século XIX, de feroz luta travada entre os familiares de Castro Alves e as famílias Moura e Pinheiro Canguçu. Luta essa ocorrida precisamente no então município de Bom Jesus dos Meiras, atual cidade de Brumado
"O ex-presidente da Academia Brasileira de Letras, neste livro, remete-nos para uma situação do "pós-guerra", com o casamento de descendentes daqueles que, um dia, digladiaram-se por causa dum amor proibido". Fernando Sales registrou que "Afrânio Peixoto ouvindo descendentes dos dois lados, cada qual narrando a sua versão, concebeu a sua Sinhazinha, a seu modo, baseado na vindita entre Mouras e Canguçus, situando sua condição de autor à de ouvinte dos dramas que se sucederam entre as margens do Paraguaçu e do Rio de Contas." Licurgo Santos Filho, autor de "Uma comunidade rural do Brasil antigo (Aspectos da vida patriarcal no sertão da Bahia nos séculos XVIII e XIX)" acusa outros autores de fantasiar demasiadamente uma história real, quebrando assim, segundo ele, a essência verídica do acontecimento que ocorreu precisamente na então fazenda Campo Seco, na Serra das Éguas, município de Brumado.
Foi publicado originalmente em 1929 pela Companhia Editora Nacional. É o último romance do escritor.

## Sinopse

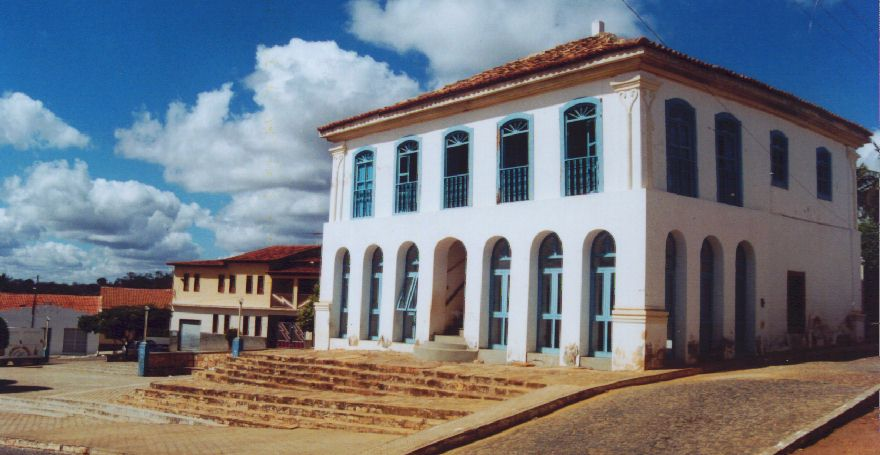
Casa da Câmara e Cadeia, de Caetité, citada no romance.

Sinhazinha retrata os períodos posteriores às lutas decorrentes do drama vivido pela tia do poeta Castro Alves, Pórcia de Castro, filha do Major Silva Castro, herói da Guerra de Independência da Bahia, raptada por Leolino Pinheiro Canguçu - fazendo constante menção a este episódio: "aqui sobrevivem amor e ódio, num mundo onde os donos de vastas terras dominam os sentimentos e fazem jorrar o sangue da vingança; é a luta na defesa dos valores do sertão brasileiro, onde a beleza da mulher traz a paixão súbita e a vingança que se arrasta por gerações."

Muito bela e jovem, Pórcia hospedara-se com a família em casa da família de Leolino, no povoado de Bom Jesus dos Meiras (atual Brumado).

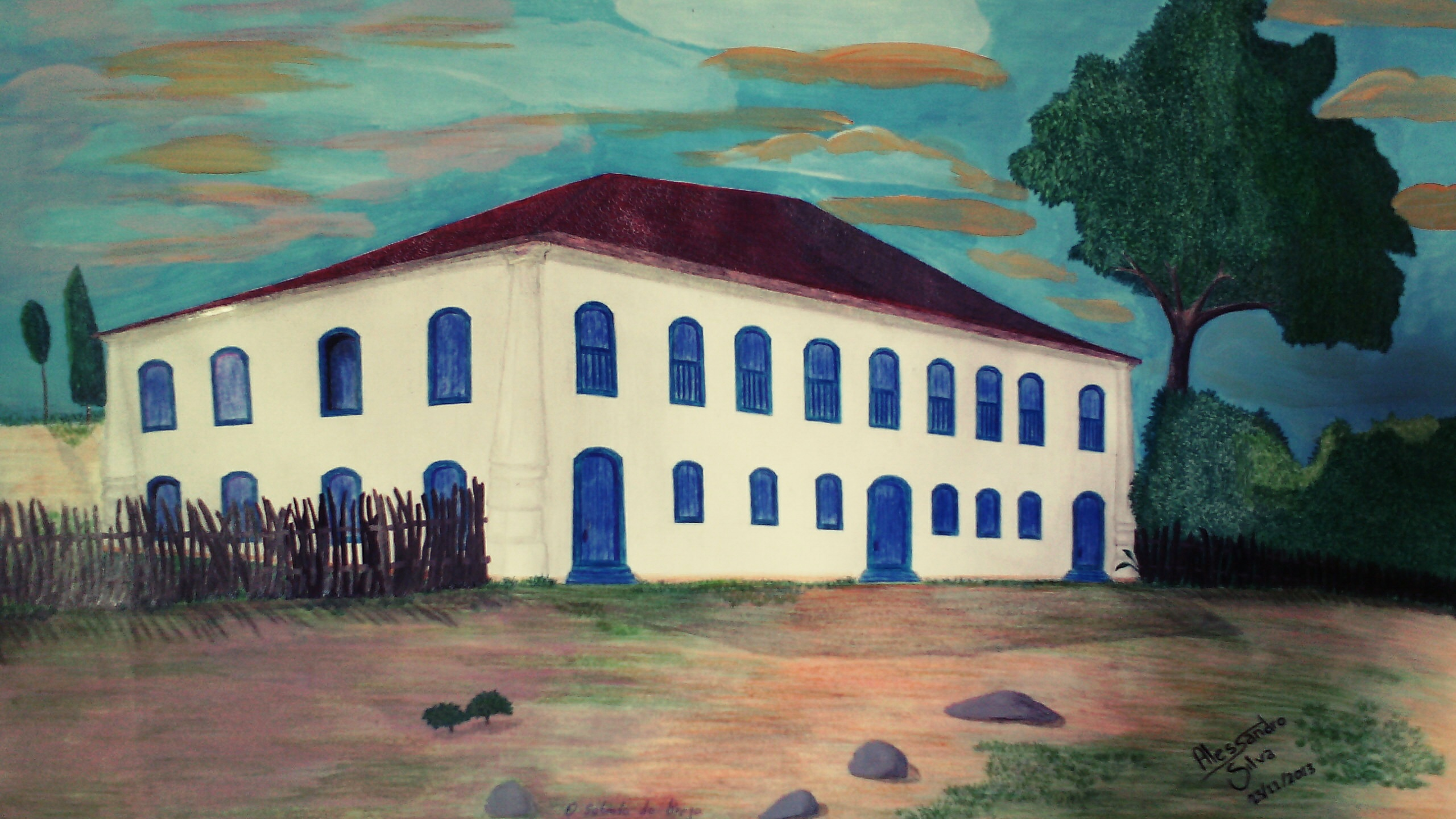
O Sobrado do brejo era moradia da Família Canguçu.

 Apesar de casado, Leolino toma-se de amores por ela e, a tudo abandonando, realiza o rapto que engendrou a luta familiar, que se arrastou por anos.
Já o romance de Peixoto começa numa festa de São João que transcorre no terreiro da casa-grande da Fazenda Campinho, pertencente a João Pinheiro Canguçu, quando ali chega o jovem Juliano que, estudante na capital baiana, se vê obrigado a abandonar os estudos em razão do falecimento do pai, e forçando-o a buscar o sustento da família tornando-se mascate.
Apaixonando-se por Sinhazinha, a filha do proprietário que está prometida por alianças familiares a um descendente dos Mouras, Juliano ouve do capataz Tomé a história das lutas familiares, sendo ele mesmo oriundo de uma das famílias inimigas de sua amada, forçando-o a vencer os obstáculos para que ambos fiquem juntos.

## Crítica
Em seu História Concisa da Literatura Brasileira Alfredo Bosi diz que "em Sinhazinha, seu último romance, Afrânio Peixoto, seguindo ainda o rico veio de Alencar, deu um exemplo de reconstituição histórica, narrando as lutas sangrentas entre duas famílias tradicionais do Alto São Francisco; mas aquele mesmo mundanismo diplomático que lhe desviriliza os primeiros romances o impediu aqui de ascender à epicidade bronca que o argumento propiciava."
Lúcia Miguel Pereira, depois de situar Sinhazinha entre os "livros roceiros" de Afrânio Peixoto, destaca que na sua literatura "as cenas bucólicas são aquelas em que mais à vontade se sentia".